# Pleasant Hills (Ohio)
Pleasant Hills es un lugar designado por el censo ubicado en el condado de Hamilton en el estado estadounidense de Ohio. En el Censo de 2010 tenía una población de 606 habitantes y una densidad poblacional de 709,02 personas por km².

## Geografía
Pleasant Hills se encuentra ubicado en las coordenadas 39°14′11″N 84°31′24″O / 39.23639, -84.52333. Según la Oficina del Censo de los Estados Unidos, Pleasant Hills tiene una superficie total de 0.85 km², de la cual 0.85 km² corresponden a tierra firme y (0%) 0 km² es agua.

## Demografía
Según el censo de 2010, había 606 personas residiendo en Pleasant Hills. La densidad de población era de 709,02 hab./km². De los 606 habitantes, Pleasant Hills estaba compuesto por el 43.56% blancos, el 52.97% eran afroamericanos, el 0% eran amerindios, el 0.83% eran asiáticos, el 0% eran isleños del Pacífico, el 0.83% eran de otras razas y el 1.82% pertenecían a dos o más razas. Del total de la población el 0.33% eran hispanos o latinos de cualquier raza.